# Iizuka (Fukuoka)
Iizuka (飯塚市 Iizuka-shi?) es una ciudad localizada en Fukuoka, Japón es una ciudad situada en la confluencia de los ríos Honami y Onga en el centro de la prefectura de Fukuoka Japón.

## Historia
Iizuka fue una importante Post-Estación en Nagasaki Kaido durante la era Edo, como Japón industrializado. Iizuka se convirtió en el centro más productivo de minas de carbón ubicados en los alrededores del distrito Chikuho.
Tras el final de la Segunda Guerra Mundial, hubo una gran afluencia de personas en la ciudad ya que fue una de las pocas aéreas que ofrecieron un gran número de puestos de trabajo en las minas de carbón y en los campos relacionados.

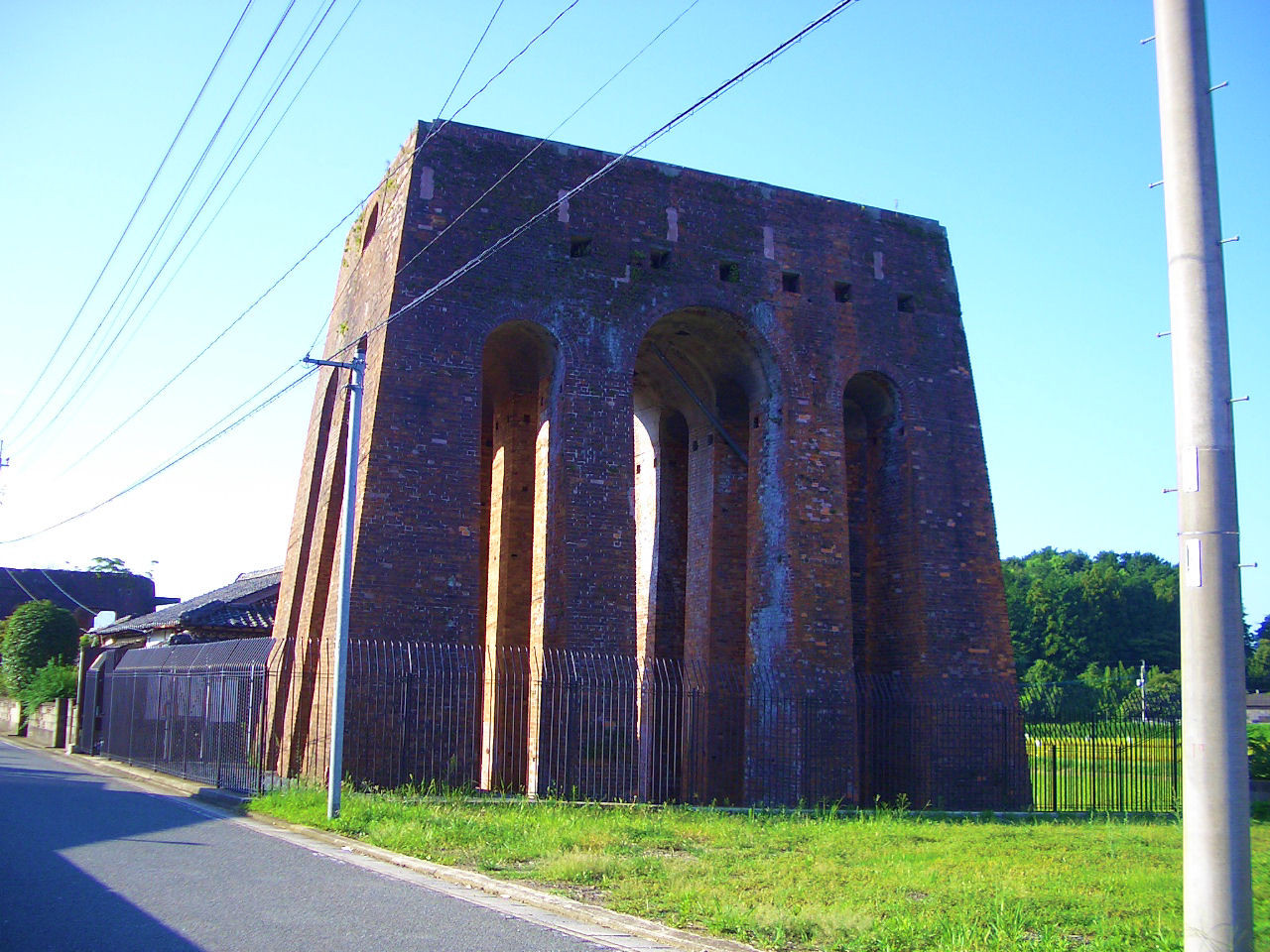
Mina de carbón (Iizuka, Prefectura de Fukuoka).

Desde que las minas de carbón cerraron la ciudad de Iizuka sufrió de un constante declive en su población, Sin embargo su proximidad entre las Ciudades de Fukuoka y la Ciudad de Kitakyushu amortiguo el efecto del cierre de la industria del carbón y se mantuvo a la economía local de una caída libre.
Ahora Iizuka es una base industrial fuerte, un centro de educación y una economía de rápida expansión IT (Información Tecnológica).
A partir de 2008, la ciudad tiene una población de 132.208 y una densidad de 617 personas por km². La superficie total es de 214,13 km².
La ciudad fue fundada el 20 de enero de 1932.
El 26 de marzo, la ciudad se fusionó con los municipios anteriores, todos del Distrito Kaho y nació el Nuevo Iizuka.

## Clima
Iizuka tiene un clima subtropical húmedo (clasificación climática de Koppen Cfa) con veranos calientes e inviernos fríos. Las lluvias son abundantes durante todo el año, pero en verano es donde son más abundantes.
| Parámetros climáticos promedio de Iizuka, Fukuoka (1991-2020) | Parámetros climáticos promedio de Iizuka, Fukuoka (1991-2020) | Parámetros climáticos promedio de Iizuka, Fukuoka (1991-2020) | Parámetros climáticos promedio de Iizuka, Fukuoka (1991-2020) | Parámetros climáticos promedio de Iizuka, Fukuoka (1991-2020) | Parámetros climáticos promedio de Iizuka, Fukuoka (1991-2020) | Parámetros climáticos promedio de Iizuka, Fukuoka (1991-2020) | Parámetros climáticos promedio de Iizuka, Fukuoka (1991-2020) | Parámetros climáticos promedio de Iizuka, Fukuoka (1991-2020) | Parámetros climáticos promedio de Iizuka, Fukuoka (1991-2020) | Parámetros climáticos promedio de Iizuka, Fukuoka (1991-2020) | Parámetros climáticos promedio de Iizuka, Fukuoka (1991-2020) | Parámetros climáticos promedio de Iizuka, Fukuoka (1991-2020) | Parámetros climáticos promedio de Iizuka, Fukuoka (1991-2020) |
| Mes                                                           | Ene.                                                          | Feb.                                                          | Mar.                                                          | Abr.                                                          | May.                                                          | Jun.                                                          | Jul.                                                          | Ago.                                                          | Sep.                                                          | Oct.                                                          | Nov.                                                          | Dic.                                                          | Anual                                                         |
| ------------------------------------------------------------- | ------------------------------------------------------------- | ------------------------------------------------------------- | ------------------------------------------------------------- | ------------------------------------------------------------- | ------------------------------------------------------------- | ------------------------------------------------------------- | ------------------------------------------------------------- | ------------------------------------------------------------- | ------------------------------------------------------------- | ------------------------------------------------------------- | ------------------------------------------------------------- | ------------------------------------------------------------- | ------------------------------------------------------------- |
| Temp. máx. abs. (°C)                                          | 20.8                                                          | 23.7                                                          | 25.9                                                          | 30.3                                                          | 34.2                                                          | 35.7                                                          | 37.6                                                          | 38.3                                                          | 36.4                                                          | 32.9                                                          | 27.7                                                          | 25.3                                                          | 38.3                                                          |
| Temp. máx. media (°C)                                         | 9.6                                                           | 11.0                                                          | 14.5                                                          | 20.0                                                          | 24.7                                                          | 27.3                                                          | 31.0                                                          | 32.1                                                          | 28.2                                                          | 23.2                                                          | 17.5                                                          | 11.9                                                          | 20.9                                                          |
| Temp. media (°C)                                              | 5.3                                                           | 6.2                                                           | 9.4                                                           | 14.3                                                          | 19.1                                                          | 22.6                                                          | 26.6                                                          | 27.3                                                          | 23.4                                                          | 17.8                                                          | 12.3                                                          | 7.3                                                           | 16                                                            |
| Temp. mín. media (°C)                                         | 1.3                                                           | 1.7                                                           | 4.6                                                           | 9.1                                                           | 14.0                                                          | 18.9                                                          | 23.3                                                          | 23.8                                                          | 19.7                                                          | 13.4                                                          | 7.7                                                           | 2.9                                                           | 11.7                                                          |
| Temp. mín. abs. (°C)                                          | -9.7                                                          | -8.1                                                          | -6.0                                                          | -2.4                                                          | 1.1                                                           | 7.8                                                           | 13.1                                                          | 15.0                                                          | 7.1                                                           | -0.4                                                          | -2.3                                                          | -5.1                                                          | -9.7                                                          |
| Precipitación total (mm)                                      | 76.5                                                          | 78.6                                                          | 115.5                                                         | 128.6                                                         | 149.0                                                         | 281.8                                                         | 347.1                                                         | 209.6                                                         | 178.0                                                         | 89.5                                                          | 89.1                                                          | 70.3                                                          | 1813.6                                                        |
| Nevadas (cm)                                                  | 4                                                             | 3                                                             | 0                                                             | 0                                                             | 0                                                             | 0                                                             | 0                                                             | 0                                                             | 0                                                             | 0                                                             | 0                                                             | 1                                                             | 8                                                             |
| Días de lluvias (≥ 1 mm)                                      | 9.8                                                           | 9.5                                                           | 10.9                                                          | 10.0                                                          | 8.6                                                           | 12.0                                                          | 12.1                                                          | 9.8                                                           | 9.9                                                           | 6.8                                                           | 8.8                                                           | 9.2                                                           | 117.4                                                         |
| Días de nevadas (≥ 1 mm)                                      | 0.9                                                           | 0.9                                                           | 0.1                                                           | 0                                                             | 0                                                             | 0                                                             | 0                                                             | 0                                                             | 0                                                             | 0                                                             | 0.1                                                           | 0.1                                                           | 2.1                                                           |
| Horas de sol                                                  | 103.0                                                         | 119.4                                                         | 156.6                                                         | 181.9                                                         | 199.8                                                         | 137.3                                                         | 161.0                                                         | 191.2                                                         | 154.5                                                         | 171.0                                                         | 136.9                                                         | 115.6                                                         | 1828.2                                                        |
| Humedad relativa (%)                                          | 72                                                            | 71                                                            | 70                                                            | 69                                                            | 70                                                            | 78                                                            | 80                                                            | 78                                                            | 79                                                            | 76                                                            | 76                                                            | 73                                                            | 74.3                                                          |
| Fuente n.º 1: Agencia Meteorológica de Japón                  |                                                               |                                                               |                                                               |                                                               |                                                               |                                                               |                                                               |                                                               |                                                               |                                                               |                                                               |                                                               |                                                               |
| Fuente n.º 2: Agencia Meteorológica de Japón                  |                                                               |                                                               |                                                               |                                                               |                                                               |                                                               |                                                               |                                                               |                                                               |                                                               |                                                               |                                                               |                                                               |

## Educación

### Universidad

#### Pública
- Instituto Tecnológico de Kyūshū

#### Privado
- Kinki University (ja)
- Kyushu Junior College of Kinki University (ja)

### Educación Superior

#### Prefectural
- Fukuoka Prefectural Kaho High School/Junior High School (ja)
- Fukuoka Prefectural East Kaho High School (ja)

#### Privado
- Iizuka High School (ja)
- Kinki University Fukuoka High School (ja)

### Educación Secundaria

#### Prefectural
- Fukuoka Prefectural Kaho High School/Junior High School (ja)

#### Municipal
- Iizuka Municipal Iizuka Daiichi Junior High School (ja)
- Iizuka City Nise Junior High School (ja)
- Iizuka Municipal Iizuka Daini Junior High School
- Iizuka City Elementary and Junior High School
- Iizuka Municipal Elementary and Junior High School Iizuka Zhensei School
- Iizuka Honami Nishi Junior High School
- Iizuka City Elementary and Junior High School Honami East School
- Iizuka City Elementary and Junior High School
- Iizuka City Chikuho Junior High School
- Iizuka City Shonai Junior High School

#### Privado
- Iizuka Nisshinkan Junior High School (ja)

### Educación Primaria

#### Municipal
| - Iizuka City Iizuka Elementary School - Iizuka City Koda Elementary School - Iizuka Municipal Tateiwa Elementary School - Iizuka Municipal Iizuka Higashi Elementary School - Iizuka City Arata Elementary School - Iizuka Municipal Katashima Elementary School (ja) - Iizuka City Igusu Elementary School - Iizuka Municipal Kobukuro Elementary School - Iizuka Mie Elementary School - Iizuka Municipal Yagiyama Elementary School (ja) - Iizuka Municipal Rendaiji Elementary School | - Iizuka City Junno Elementary School - Iizuka City Rakuichi Elementary School - Iizuka Municipal Hiratsune Elementary School - Iizuka Municipal Wakana Elementary School - Iizuka Muramoto Elementary School - Iizuka Municipal Takada Elementary School - Iizuka City Shonai Elementary School - Iizuka City Uchino Elementary School - Iizuka City Kamihonami Elementary School - Iizuka City Oita Elementary School - Iizuka Municipal Sumida Elementary School |

#### Privado
- Iizuka Nisshinkan Elementary School (ja)

### Escuela Étnica
- Chikuho Korean Elementary School (ja). *En el año 2006, se incorporó al Kitakyushu Korean Elementary School (ja) y cerró su sede en la ciudad de Iizuka.

## Transporte

### Aeropuerto
Los aeropuertos más cercanos son:
- El Aeropuerto de Fukuoka
- El Aeropuerto de Kitakyushu (Kitakyushu Airport)

### Red Ferroviaria

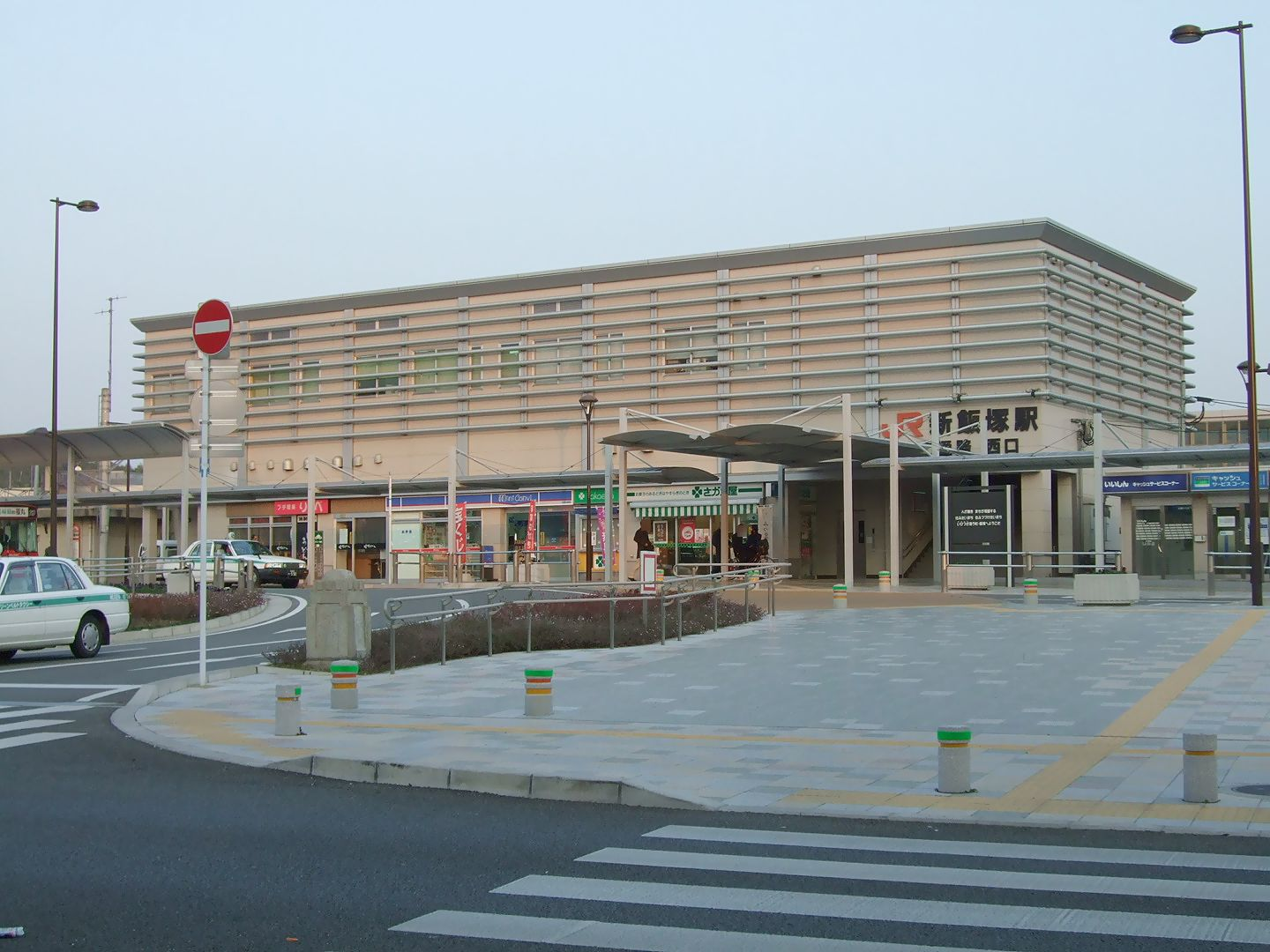
Estación de Shin-Iizuka

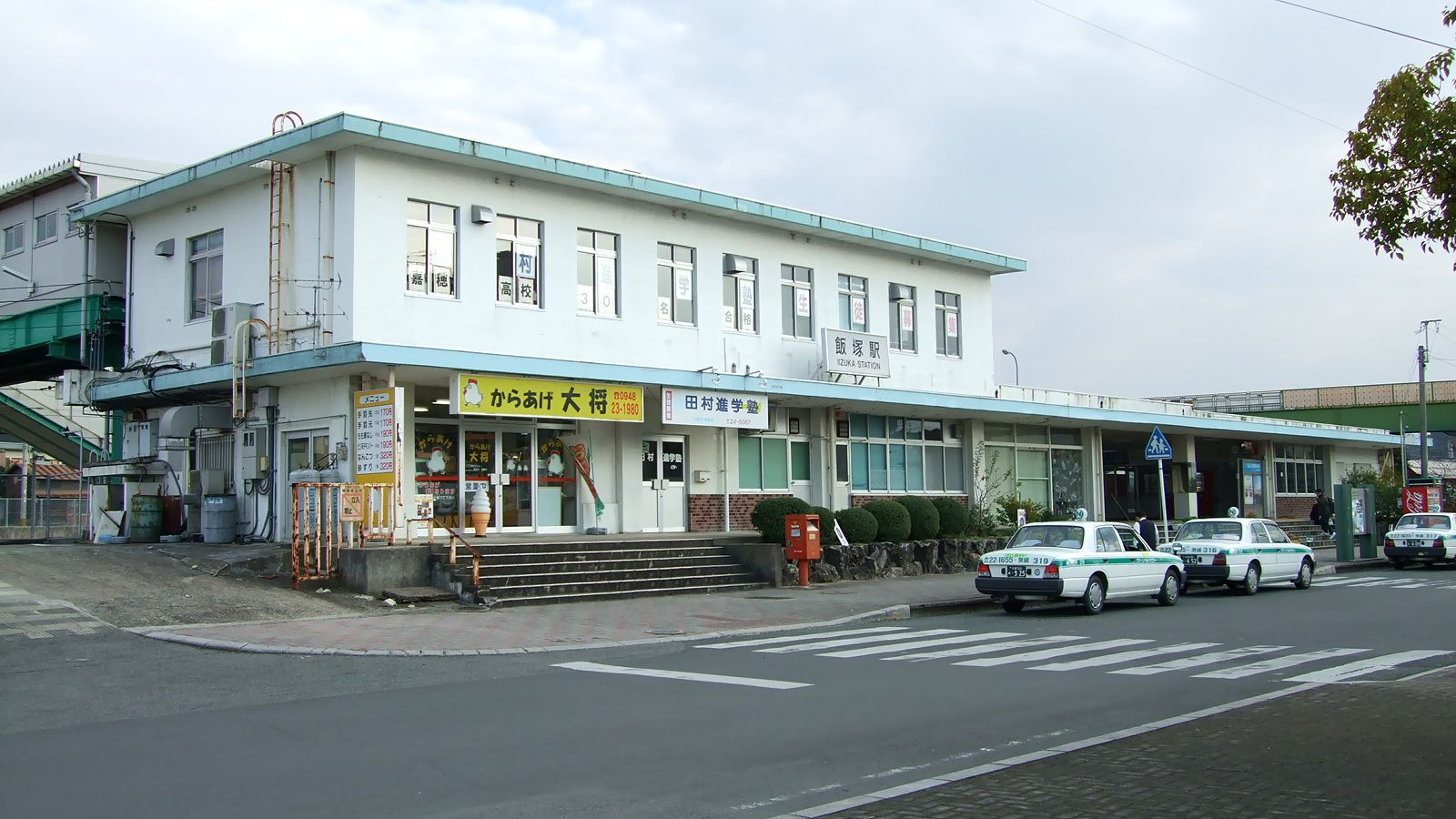
Estación de Iizuka

La estación de Iizuka (飯塚駅) es la estación central de la ciudad vieja. El centro y ayuntamiento actuales están más cerca de la estación de Shin-Iizuka (新飯塚駅).
Kyushu Railway Company（JR Kyushu）
La compañía ferroviaria JR Kyushu ofrece las siguientes líneas con acceso a la ciudad de Iizuka
- Línea Principal Chikuhō (筑豊本線)
  - Estación Namazuta (鯰田駅) - Estación Urata (浦田駅) - Estación Shin-Iizuka (新飯塚駅) - Estación Iizuka (飯塚駅) - Estación Tentō (天道駅) - Estación Keisen (桂川町) - Estación Kami-Honami (上穂波駅) - Estación Chikuzen-Uchino (筑前内野駅)

- Línea Sasaguri (篠栗線)
  - Estación Chikuzen-Daibu (筑前大分駅) - Estación Kurōbaru (九郎原駅)

- Línea Gotoji (後藤寺線)
  - Estación Shin-Iizuka (新飯塚駅) - Estación Kamimio (上三緒駅) - Estación Kama (嘉麻市) - Estación Chikuzen-Shōnai (筑前庄内駅)

Además, las siguientes secciones reciben el nombre de Línea Fukuhoku-Yutaka (福北ゆたか線)
- Estación Namazuta (鯰田駅) - Estación Urata (浦田駅) - Estación Shin-Iizuka (新飯塚駅) - Estación Iizuka (飯塚駅) - Estación Tentō (天道駅) - Estación Keisen (桂川町) - Estación Chikuzen-Daibu (筑前大分駅) ‐ Estación Kurōbaru (九郎原駅)

La línea Fukuhoku-Yutaka es el núcleo del tráfico feorroviario de la ciudad de Iizuka.

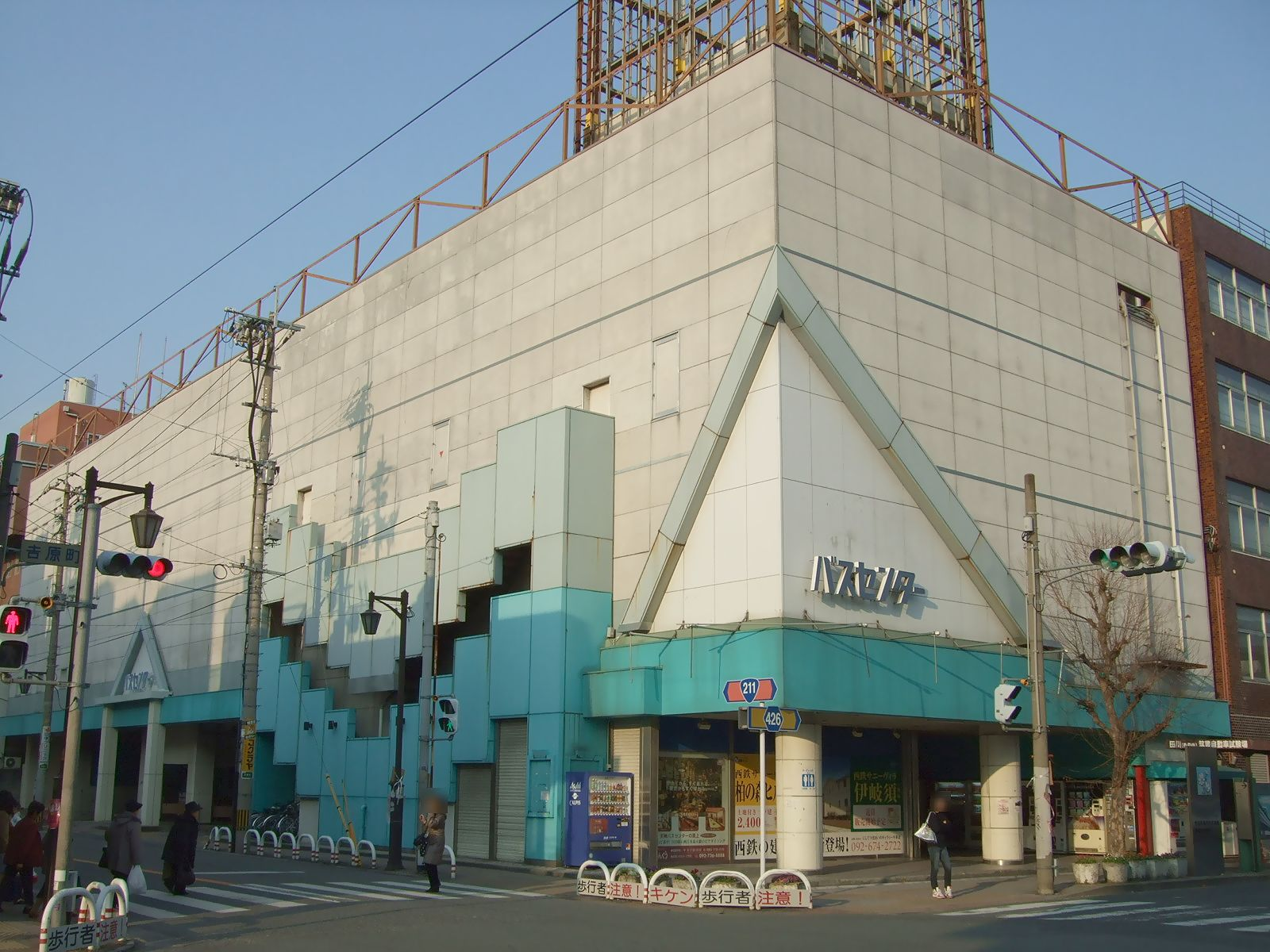
Estación de Buses de Iizuka

### Bus
Nishitetsu Bus (西鉄バス)
A cargo de la compañía Nishitetsu Bus - Chikuhou (西鉄バス筑豊). Todas las rutas dentro de la ciudad salen y pasan a través de la terminal de autobuses de Iizuka en el centro de la ciudad, o por las paradas adyacentes "Iizuka" (飯塚) y "Iizuka / I-Town Mae" (飯塚・あいタウン前). Hay otras rutas hacia las áreas residenciales en el centro de la ciudad, rutas al centro de las ciudades y pueblos antiguos que se fusionaron con la ciudad de Iizuka, rutas a municipios circundantes, autobuses expresos y expresos limitados que conectan la ciudad de Fukuoka y la ciudad de Iizuka.
Bus compartido con la ciudad de Miyawaka
La línea Miyawaka/Iizuka conecta el centro de la ciudad de Iizuka y la estación de Shin-Iizuka con la ciudad de Miyawaka.
Bus Comunitario de la Ciudad de Iizuka (飯塚市コミュニティバス)
Este servicio opera principalmente en las zonas de la ciudad donde no existe ruta de autobuses fija. Este servicio no trabaja los fines de semana ni los días festivos.
Línea interna de buses
La ruta de esta línea abarca el centro y los alrededores de la ciudad. Esta línea es operado por la empresa Shōnai Kankō (Shonai観光)

### Carreteras
La ciudad no posee autopistas. Los enlaces viarios más cercanos son los enlaces viarios de Wakamiya (若宮インターチェンジ) y Fukuoka (福岡インターチェンジ) hacia la autopista de Kyushu (九州自動車道), y  el enlace viario de Chikugo-Ogori (筑後小郡インターチェンジ) hacia la autopista de Ōita (大分自動車道).

#### Ruta Nacional de Japón
- Ruta Nacional 200 (国道200号)
- Ruta Nacional 201 (国道201号)
- Ruta Nacional 211 (国道211号)

#### Bypass - Rutas Alternas
- Bypass de Iizuka (飯塚バイパス)
- Bypass de Iizuka-Jounaitagawa (飯塚庄内田川バイパス)
- Bypass de Yakiyama (八木山バイパス)
- Bypass de Honami (穂波バイパス)
- Carretera de Hiyamizu (冷水道路)

## Animes, Doramas, Novelas y Películas situadas en la ciudad de Iizuka
- Mahou Shoujo wo Wasurenai (魔法少女を忘れない)
- Seishun no Mon (青春の門)
- Ai・Mai・Me (曖・昧・Me)
- Mizu no Tabibito, Samurai kids (水の旅人 侍KIDS)
- Itsuka Au Machi (いつか逢う街)
- Shinsan (信さん)
- Suītsu! Aa, Amaki Seishun yo!  (スイーツ! 嗚呼、甘き青春よ)

## Personajes Famosos

### Política
- Tarō Asō: actual vice primer ministro del gobierno de Japón y es el Ministro de Finanzas del gobierno de Shinzō Abe. Desde el 24 de septiembre de 2008 hasta el 15 de septiembre de 2009 fue el 92.º primer ministro de Japón.
- Ito Denemon (ja): fue un comerciante conocido como el "Rey de las minas de carbón". Fue miembro de la Cámara de Representantes de Japón.

### Deportes
- Uryu Masayoshi (ja): Corredor de barcos
- Maenoshin Yasuo (ja): exluchador de Sumo

### Música
- Shinya Kiyokawa (ja): Compositor

### Artes
- Masunaga Takayuki (ja): Mangaka

### Entretenimiento
- Matsuoka Natsumi (ja): Idol del grupo HKT48
- Mizuki Akari (ja): Gravure idol

## Ciudades Hermanas
- Sunnyvale, California, Estados Unidos